# هشيم بن بشير
أَبُو مُعَاوِيَةَ هُشَيْمُ بْنُ بَشِيرِ بْنِ قَاسِمِ بْنِ دِينَارٍ السُّلَمِيُّ الْوَاسِطِيُّ، من حفاظ الحديث الثقات بالعراق،، روى له أصحاب الكتب الستة ولد سنة 104 هـ، وسكن بغداد، وصنف التصانيف ، قال يعقوب الدورقي :«كان عند هشيم عشرون ألف حديث».

## شيوخه
من شيوخه: الزهري ،وعمرو بن دينار، وحميد الطويل، وخالد بن مهران الحذاء.

## ممن روي عنهم
روى عن منصور بن زاذان، وحصين بن عبد الرحمن، وأبي بشر وأيوب السختياني، وأبي الزبير، ومغيرة، وسليمان التيمي، وعبد العزيز بن صهيب، وعلي بن زيد، وأبي إسحاق الشيباني، ويحيى بن سعيد، ويعلى بن عطاء، ويحيى بن أبي إسحاق، وأبي هاشم الرماني، وحميد الطويل، وعبد الله بن أبي صالح السمان، وعطاء بن السائب، والأعمش.

## ممن حدث عنه
حدث عنه ابن إسحاق، وعبد الحميد بن جعفر، وشعبة، وسفيان الثوري، وهم من أشياخه، وحماد بن زيد، وابن المبارك ، وطائفة من أقرانه ، ويحيى القطان، وعبد الرحمن بن مهدي، وعفان، وقتيبة، وأحمد بن حنبل ، وعمرو بن عون، ومسدد، وابن المديني، وابنا أبي شيبة، وعلي بن حجر، وعلي بن مسلم الطوسي، وعمرو الناقد، وأبو عبيد، وابن صباح الدولابي، والجرجرائي وشجاع بن مخلد، وإبراهيم بن عبد الله الهروي، ويعقوب الدورقي، وأبو معمر القطيعي، وخلف بن سالم، وأبو خيثمة، وأحمد بن منيع، وأبو كريب، وأبو سعيد الأشج، وأحمد بن إبراهيم الدورقي، وهناد بن السري، وزياد بن أيوب، والحسن بن عرفة، وإبراهيم بن مجشر.

## الجرح والتعديل
- قال مالك بن أنس :«وهل بالعراق أحد يُحسن الحديث إلا ذاك الواسطي؟».[5]
- قال يعقوب الدورقي :«كان عند هشيم عشرون ألف حديث».
- قال الذهبي : «كان رأسا في الحفظ إلا أنه صاحب تدليس كثير ، قد عرف بذلك» .
- قال أحمد بن حنبل : «لم يسمع هشيم من يزيد بن أبي زياد ، ولا من الحسن بن عبيد الله ، ولا من أبي خالد ، ولا من سيار ، ولا من موسى الجهني ، ولا من علي بن زيد بن جدعان ، ثم سمى جماعة كثيرة - يعني فروايته عنهم مدلسة» .
- قال إبراهيم الحربي : «كان والد هشيم صاحب صحناء وكامخ ، فكان يمنع هشيما من الطلب ، فكتب العلم حتى ناظر أبا شيبة القاضي ، وجالسه في الفقه . قال : فمرض هشيم ، فجاء أبو شيبة يعوده ، فمضى رجل إلى بشير ، فقال : الحق ابنك ، فقد جاء القاضي يعوده ، فجاء ، فوجد القاضي في داره ، فقال : متى أملت أنا هذا ، قد كنت يا بني أمنعك ، أما اليوم فلا بقيت أمنعك» .
- قال وهب بن جرير : «قلنا لشعبة : نكتب عن هشيم ؟ قال : نعم ، ولو حدثكم عن ابن عمر ، فصدقوه .»
- قال أحمد بن حنبل : «لزمت هشيما أربع سنين ، أو خمسا ، ما سألته عن شيء ، إلا مرتين هيبة له ، وكان كثير التسبيح بين الحديث ، يقول بين ذلك : لا إله إلا الله ، يمد بها صوته .»
- وعن عبد الرحمن بن مهدي قال :« كان هشيم أحفظ للحديث من سفيان الثوري .»
- وقال يزيد بن هارون : «ما رأيت أحدا أحفظ للحديث من هشيم إلا سفيان .»
- قال أحمد بن عبد الله العجلي : «هشيم ثقة ، يعد من الحفاظ ، وكان يدلس .»
- قال ابن أبي الدنيا : «حدثني من سمع عمرو بن عون يقول : مكث هشيم يصلي الفجر بوضوء العشاء قبل أن يموت عشرين سنة .»
- وقال عمرو بن عون : «سمعت حماد بن زيد يقول : ما رأيت في المحدثين أنبل من هشيم .»
- وسئل أبو حاتم عن هشيم ، فقال : «لا يسأل عنه في صدقه ، وأمانته ، وصلاحه .»
- وقال عبد الله بن المبارك : «من غير الدهر حفظه ، فلم يغير حفظ هشيم .»

## وفاته
توفّي ببغداد في شعبان سنة 183 هـ في خلافة هارون الرشيد، وهو يومئذٍ ابن تسع وسبعين سنة، ودفن في مقابر الخَيْزُرَان.